# Robert Paul
Robert Paul   (Viganòs, 20 d'abril de 1910 - Peçac, 15 de desembre de 1998) va ser un atleta francès, especialista en curses de velocitat i salt de llargada, que va competir durant la dècada de 1930.
El 1936 va prendre part en els Jocs Olímpics de Berlín, on disputà tres proves del programa d'atletisme. En la prova del salt de llargada finalitzà en vuitena posició, mentre en les altres dues quedà eliminat en sèries.
En el seu palmarès destaca una medalla de plata en els 4x400 metres relleus del Campionat d'Europa d'atletisme de 1934 i dotze campionats nacionals.

## Millors marques
- 100 metres llisos. 10.6" (1934)
- 200 metres llisos. 21.8" (1934)
- Salt de llargada. 7m 70cm (1935)[1][3]